# Magyarország a 2017. évi téli universiadén
Magyarország a kazahsztáni Almatiban megrendezett 2017. évi téli universiade egyik részt vevő nemzete volt.
Az egyetemi és főiskolai sportolók világméretű seregszemléjén három sportágban 2 magyar sportoló (Szepesi Bertold, Büki Ádám) vett részt. A Magyar Országos Korcsolyázó Szövetség visszamondta Burján Csaba (ELTE), Knoch Viktor (MET), Kónya Zsófia (SZTE), Keszler Andrea (OE) és Oláh Bence (SE) Universiádén való részvételét, mivel azt a drezdai világkupával egyidőben rendezték.

## A magyar résztvevők listája

### Alpesisí
| Versenyző       | Versenyszám            | 1. futam      | 1. futam      | 2. futam      | 2. futam      | Összesítés | Összesítés |         |         |
| Versenyző       | Versenyszám            | Idő           | Hely.         | Idő           | Hely.         | Idő        | Helyezés   |         |         |
| --------------- | ---------------------- | ------------- | ------------- | ------------- | ------------- | ---------- | ---------- | ------- | ------- |
| Szepesi Bertold | Szuperóriás-műlesiklás |               |               |               |               | 1:14,62    | 57.        |         |         |
| Szepesi Bertold | Óriás-műlesiklás       | 1:13,53       | 65.           | nem ért célba | nem ért célba | kiesett    | kiesett    | kiesett | kiesett |
| Szepesi Bertold | Műlesiklás             | nem ért célba | nem ért célba | kiesett       | kiesett       | kiesett    | kiesett    |         |         |

| Versenyző       | Versenyszám | Szuperóriás- műlesiklás | Szuperóriás- műlesiklás | Műlesiklás | Műlesiklás | Összesítés | Összesítés |
| Versenyző       | Versenyszám | Idő                     | Hely.                   | Idő        | Hely.      | Idő        | Helyezés   |
| --------------- | ----------- | ----------------------- | ----------------------- | ---------- | ---------- | ---------- | ---------- |
| Szepesi Bertold | Összetett   | nem ért célba           | nem ért célba           | kiesett    | kiesett    | kiesett    | kiesett    |

Versenyzők adatai:
| Név             | Születési idő     | Születési hely | Egyesület    | Felsőoktatási tanintézet |
| Szepesi Bertold | 1990. március 20. |                | Fullsport SE | EU Business School       |

### Biatlon
| Versenyző | Versenyszám           | Lövőhiba    | Időeredmény | Helyezés   |
| --------- | --------------------- | ----------- | ----------- | ---------- |
| Büki Ádám | 10 km sprint          | 7 (2+5)     | 36:22,2     | 49.        |
| Büki Ádám | 12,5 km üldözőverseny | 5 (2+3+ )   | + kör       | lekörözték |
| Büki Ádám | 20 km egyéni          | 7 (0+4+1+2) | 1:23:42,2   | 43.        |

Versenyzők adatai:
| Név       | Születési idő   | Születési hely | Egyesület                      | Felsőoktatási tanintézet   |
| Büki Ádám | 1995. május 24. | Gyöngyös       | Miskolci Honvéd Sportegyesület | Budapesti Corvinus Egyetem |

### Sífutás
| Versenyző | Versenyszám | Selejtező | Selejtező | Negyeddöntő | Negyeddöntő | Elődöntő | Elődöntő | Döntő      | Döntő      |
| Versenyző | Versenyszám | Idő       | Hely.     | Idő         | Hely.       | Idő      | Hely.    | Idő        | Helyezés   |
| --------- | ----------- | --------- | --------- | ----------- | ----------- | -------- | -------- | ---------- | ---------- |
| Büki Ádám | 30 km       |           |           |             |             |          |          | lekörözték | lekörözték |

Versenyzők adatai:
| Név       | Születési idő   | Születési hely | Egyesület                      | Felsőoktatási tanintézet   |
| Büki Ádám | 1995. május 24. | Gyöngyös       | Miskolci Honvéd Sportegyesület | Budapesti Corvinus Egyetem |